# Tatjana Alizar
Tatjana Adamovna Alizar, född 21 november 1978 i Volgograd i dåvarande Sovjetunionen, är en rysk före detta handbollsmålvakt. Hon är tvåfaldig världsmästare och femfaldig mästare i Ryssland. Hon har doktorsexamen i undervisningsvetenskap.

## Klubbkarriär
Tatjana Alizar började med handboll på Volgograds regionala barn- och ungdomsskola, den olympiska sportskolan. Hon spelade för GK Dynamo Volgograd (1997–2005), som spelade under namnet Akva Volgograd fram till 2003. Hon vann ryska mästerskapet med Volgograd 1999, 2000 och 2001. Sommaren 2005 flyttade hon till den slovenska toppklubben RK Krim där hon spelade 2005–2007. Med RK Krim vann hon den nationella ligan och cupen 2006 och 2007 och spelade 2006 i finalen av EHF Women's Champions League. Säsongen 2008–2009 vaktade hon målet för turkiska Maliye Milli Piyango SK och där vann hon det turkiska mästerskapet.
Alizar återvände sedan till GK Dynamo Volgograd, med vilken hon vann ytterligare två mästerskap 2009 och 2010. Sommaren 2010 skrev hon på ett kontrakt med spanska klubben SD Itxako. I januari 2011 sades hennes kontrakt upp, och hon anslöt hon till det ryska Zvezda Zvenigorod. Efter sin aktiva karriär var Alizar målvaktstränare i Dynamo Volgograd.

## Landslagskarriär
Alizar spelade för ryska landslaget cirka 2000–2005. Hon vann sin första medalj, en bronsmedalj, med Ryssland vid EM 2000. Under turneringen räddade Alizar 42 % av skotten vilket var den högsta räddningsprocenten i mästerskapet. I VM i Italien 2001 och VM 2005 påhemmaplan i Ryssland blev hon världsmästare med ryska laget. Vid VM 2005 hade Alizar en räddningsprocent på 44 %, vilket bara  fransyskan Laurence Maho överträffade.

## Efter handbollskarriären
Tatjana Alizar är universitetslektor vid Institutionen för idrottsteori och metodik vid Volgograd Stads Akademi för fysisk kultur, och undervisar i handbollsteori och metodik samt tillämpad fysisk träning. 2010 disputerade hon i pedagogisk vetenskap på avhandlingen Individualisering av utbildningen av högkvalificerade målvakter.